# Close Reading
Close reading (wörtlich: nahes Lesen; Lesen nah am Text) ist ein Begriff der Literaturwissenschaft für die sorgfältige Analyse und Interpretation einer Textpassage, d. h. ein präzises Lesen, das Details, Bedeutungsnuancen und sprachlichen Charakteristika nachspürt und den Text in den Mittelpunkt des Interesses stellt.

## Entstehung und Bedeutung
Close reading wurde durch den sogenannten New Criticism in der Mitte des 20. Jahrhunderts entwickelt. Zu den methodologischen Pionieren des close reading gehören die englischen Literaturwissenschaftler I. A. Richards und dessen Schüler William Empson: Empsons Studie Seven Types of Ambiguity gilt als Klassiker des New Criticism. In Anlehnung an Richards wurde das Prinzip des Close Reading in England ebenso unter dem Stichwort des practical criticism bekannt.
Inzwischen gilt das Close Reading als grundlegende Methode der neueren Literaturkritik und -interpretation.

## Methode und Kritik
Trotz der Vielfalt der Ansätze des Close Reading stimmen sie in einigen Prinzipien überein: Sie formulieren den Anspruch, über die Wahrnehmung bisweilen vernachlässigter Textmerkmale tiefere oder zusätzliche Ebenen der Textbedeutung zu erfassen. Durch die Analyse der phonologischen, lexikalischen, syntaktischen, pragmatischen usw. Ebenen eines Wortes, eines Satzes, eines Absatzes oder eines Abschnitts wird versucht, einen Text in seinen ganzen Bedeutungsräumen zu öffnen. Diese Vorgehensweise legt großen Wert auf das Spezielle im Vergleich zum Allgemeinen, achtet genau auf einzelne Wörter, die Syntax und die Reihenfolge der Wörter und Sätze. 
Beispielsweise widmete der französische Philosoph und Literaturwissenschaftler Jacques Derrida in seinem Essay Ulysses Gramophone der Interpretation des Wortes „yes“ in James Joyce’ Roman Ulysses mehr als 80 Seiten. 
Die ausschließliche Betonung eines Textausschnitts kann je nach Ansatz des Close Reading mehr oder weniger den gesellschaftlichen und historischen Kontext des Genres, des Werks und auch des Autors vernachlässigen. Diese intensiven Formen der Textversenkung mit ihrer Privilegierung der Form gegenüber Inhalt und Kontext haben daher auch Kritik provoziert, die diese akribische Lektüre als eine "vormoderne Art des Lesens" und sogar als  reaktionäre Literaturanalyse charakterisiert.
Eine Demonstration eines einfachen, nicht-spezialistischen Close Reading, eine pragmatischen Anwendung der Methode, liefert George Saunders in seinem Bei Regen in einem Teich schwimmen, in dem er sieben kurze russische Erzählungen des 19. Jahrhunderts analysiert und interpretiert.
Der italienische Literaturwissenschaftler Franco Moretti prägte in seinem Buch Graphs, Maps, Trees 2005 in Abgrenzung zum Close Reading den Begriff des Distant Reading (wörtlich: entferntes Lesen), das mit großen Textmengen in Datenbanken arbeitet (siehe Digital Humanities).